# Clilopocha whiteae
Clilopocha whiteae är en skalbaggsart som beskrevs av Lea 1914. Clilopocha whiteae ingår i släktet Clilopocha och familjen Rutelidae. Inga underarter finns listade i Catalogue of Life.